# Uwe-Klit
Uwe-Klitten (på tysk Uwe Düne) er med 52,5 meter den højeste punkt på den nordfrisiske ø Sild. Klitten er beliggende 1 kilometer vest for Kampens bykerne og cirka 300 meter øst for stejlkysten Røde Klev. En trætrappe med 109 trin fører siden 1920'erne op til en udsigtsplatform på klittens top.
Klitten er opkaldt efter embedsmanden Uwe Jens Lornsen, der var født i Kejtum på Sild og i 1800-tallet krævede Slesvig og Holstens løsrivelse fra Danmark.